# Thallarcha sparsanoides
Thallarcha sparsanoides är en fjärilsart som beskrevs av Embrik Strand 1922. Thallarcha sparsanoides ingår i släktet Thallarcha och familjen björnspinnare. Inga underarter finns listade i Catalogue of Life.